# Havinal, Indi
Havinal là một làng thuộc tehsil Indi, huyện Bijapur, bang Karnataka, Ấn Độ.